# Dioda germanowa

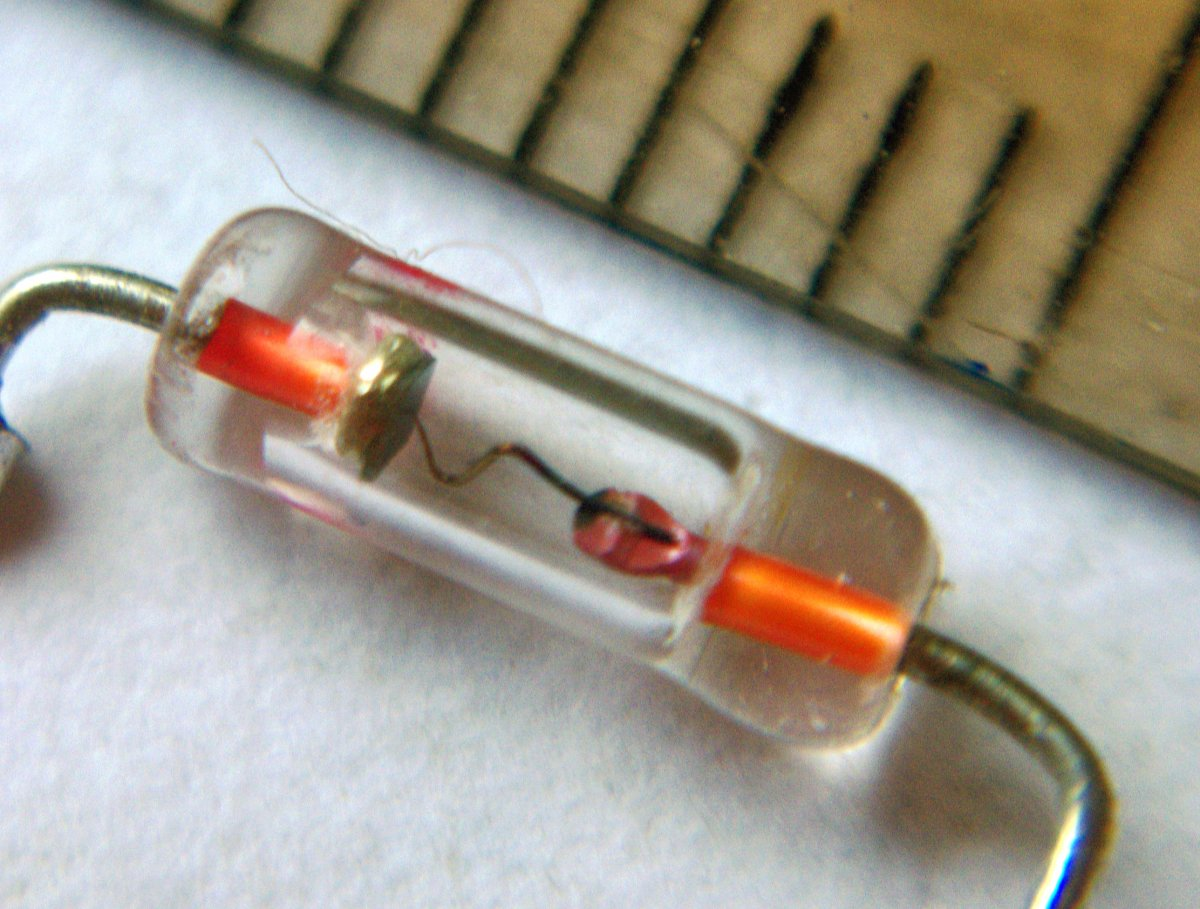
Ostrzowa dioda germanowa

Dioda germanowa – dioda półprzewodnikowa wykonana z kryształu germanu. Odznacza się niskim spadkiem napięcia w kierunku przewodzenia (0,2 V) i małą odpornością na wysoką temperaturę.  
Ze względu na prostotę produkcji powszechnie stosowana do lat 70. XX wieku. Całkowicie wyparta z układów mocy przez diody krzemowe. Germanowe diody ostrzowe są rozwinięciem detektora kryształkowego.